# 吕翅膀龙属
吕翅膀龙属（学名：Luchibang），也称作鹭翅膀龙属，为帆翼龙科的一个属。属名以古生物学家吕君昌的名字+chibang(翅膀)为名。

## 下属物种
本属包括以下物种：
- 行者吕翅膀龙 Luchibang xingzhe Hone, Fitch, Ma & Xu, 2020，种名为“行者”（xingzhe)[2]